# Kanō Yasunobu

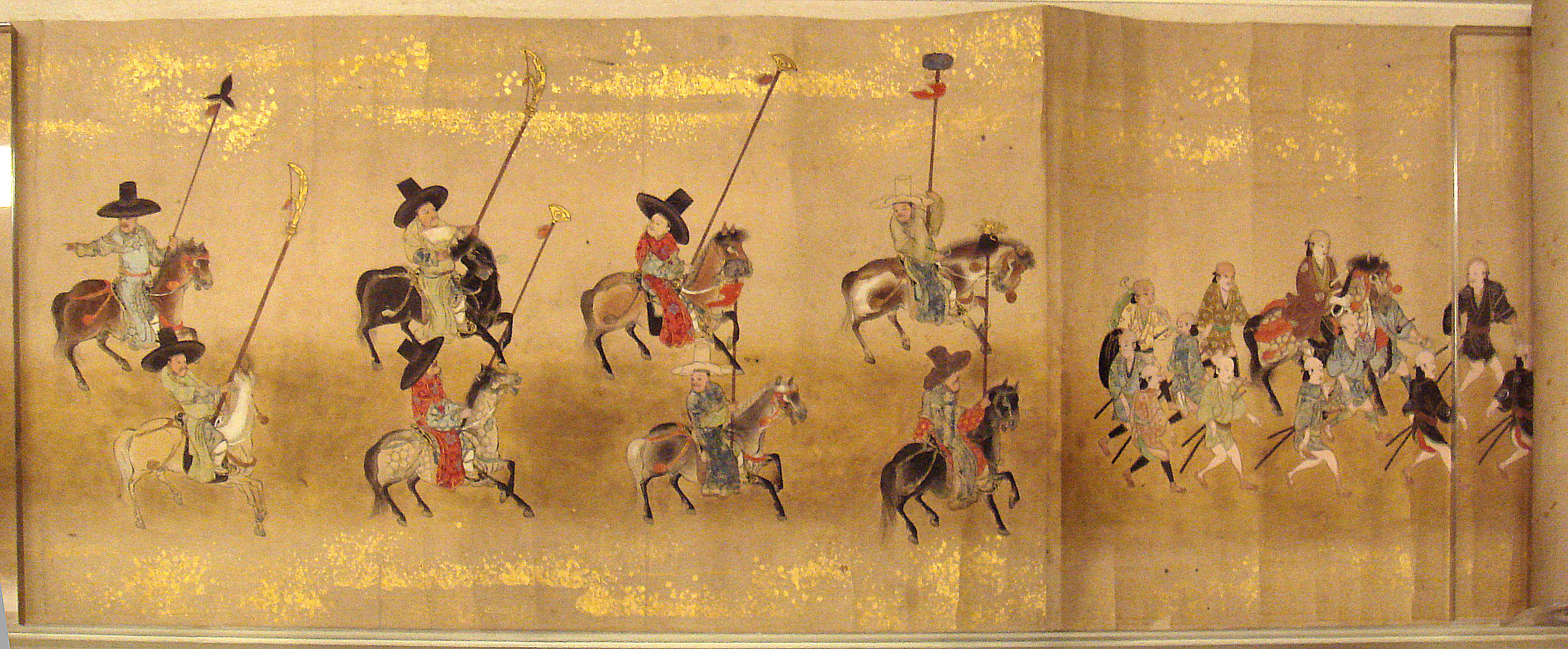
Embajada coreana a Japón, 1655

Kanō Yasunobu (狩野 安信, 10 de enero de 1614 – 1 de octubre de 1685) fue un pintor japonés de la Escuela Kanō de pintura durante el Periodo Edo. Trabajó también bajo los nombres artísticos Eishin y Bokushinsai.  Era el tercer hijo de Kanō Takanobu, el cual había sido cabeza de la escuela, y sucedió a Kanō Sadanobu como cabeza de la rama de Kyoto en 1623 hasta que se unió a sus hermanos en Edo.  Yasunobu era el hermano pequeño de Kanō Tannyū, uno de los pintores más prominentes de la Escuela Kanō. Su trabajo más recordado es el Gadō Yōketsu, una historia de la Escuela Kanō y manual formativo. Trabajó bajo los nombres artísticos de Eishin (永真) y Bokushinsai (牧心斎).

## Vida y carrera
Kanō Yasunobu nació en Kioto en el 1º día del 12º mes del 18º año de Keichō (10 de enero de 1614).  Su padre era Kanō Takanobu (1571–1618) cuyos dos hijos mayores Tannyū y Naonobu se trasladaron a Edo (Tokio) para devenir goyō eshi (ja
), puesto de pintor exclusivo para el shogunato Tokugawa. La rama de Kyoto continuó después de la muerte de Takanobu en 1618 bajo Sadanobu, el hijo de Kanō Mitsunobu, quién adoptó a Yasunobu puesto que no tuvo ningún heredero.  Yasunobu le sucedió como cabeza de Kanō en Kioto en 1623.  Yasunobu continuó, así, en Kioto hasta ser nombrado también goyō eshi y trasladarse a Edo, aunque mantuvo su reclamación como cabeza de la rama de Kyoto.
Yasunobu fue un dedicado erudito y pintor, pero su habilidad está considerada inferior a la de sus hermanos.  Suya era una técnica estudiada, aprendida a través de fiel copiado de los modelos de los maestros.  Su trabajo de color era en el estilo de Tannyū, y su pintura en tinta tenía un vigor realista. Su más importante trabajo no fue su pintura sino el Gadō Yōketsu (画道要訣,[3] "La Manera Secreta de Pintar", 1680), un manual de formación para los pintores Kanō pintores y una hagiografía de la escuela.
Antes de la publicación de este libro, las técnicas Kanō pasaban oralmente de maestros a aprendices y no había unidad en los métodos de enseñanza entre las diferentes ramas de la escuela.
Yasunobu Murió en Edo el 4º día del 9º mes del 2º año de Jōkyō (1 de octubre de 1685).

## Galería

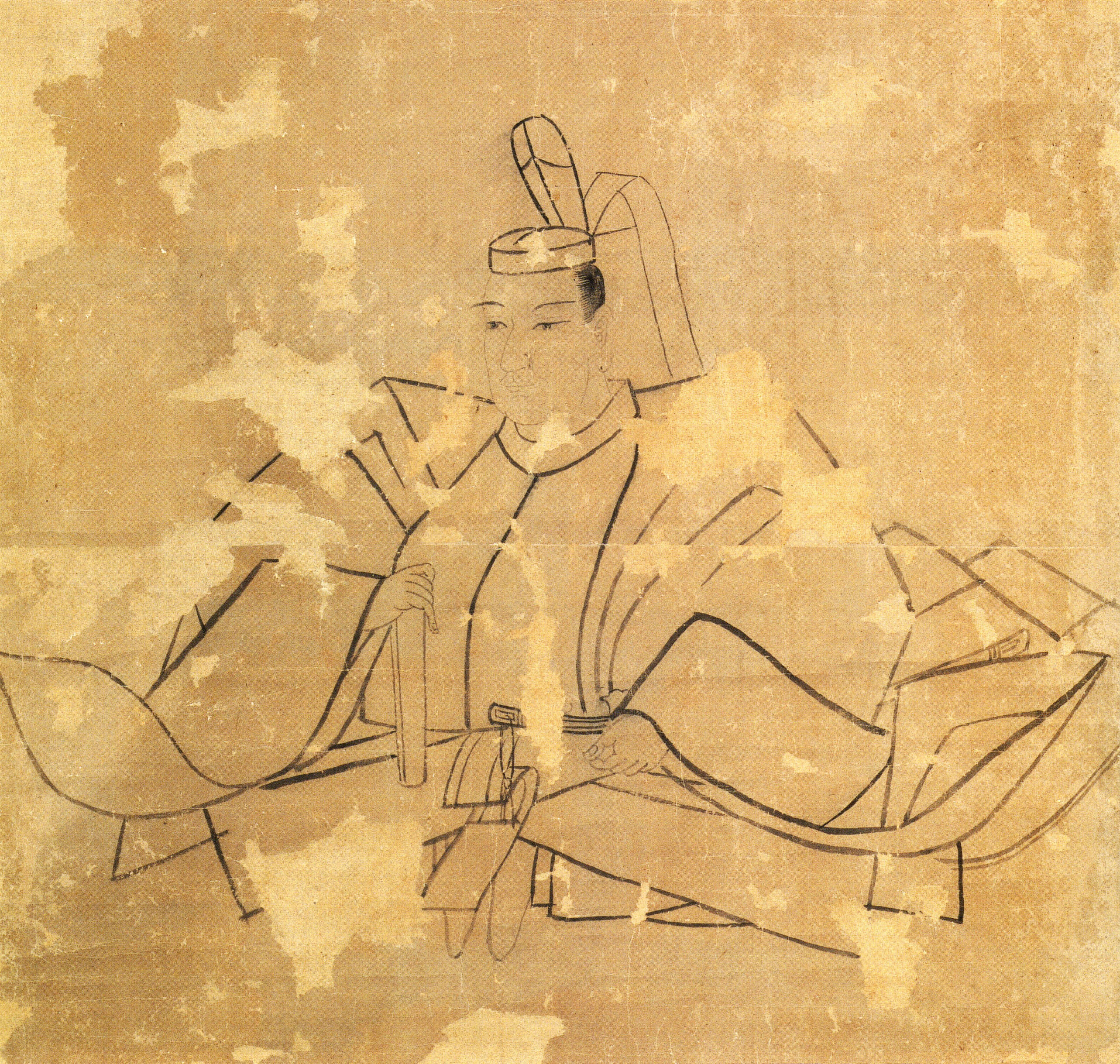
Tokugawa Ietsuna
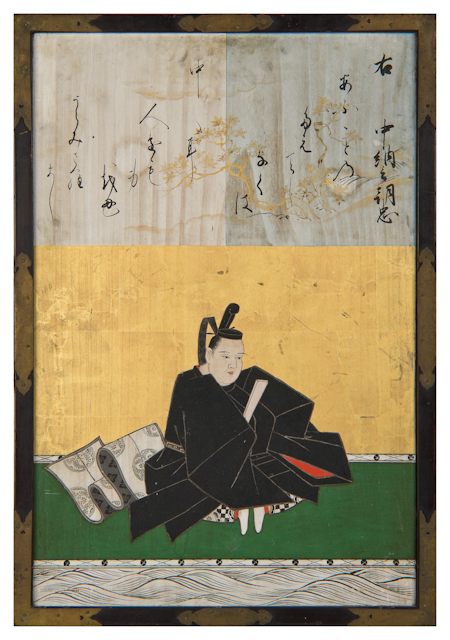
Chūnagon Asatada
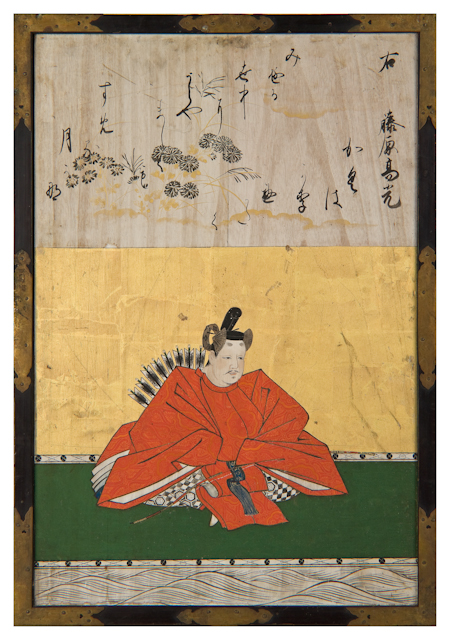
Fujiwara no Takamitsu
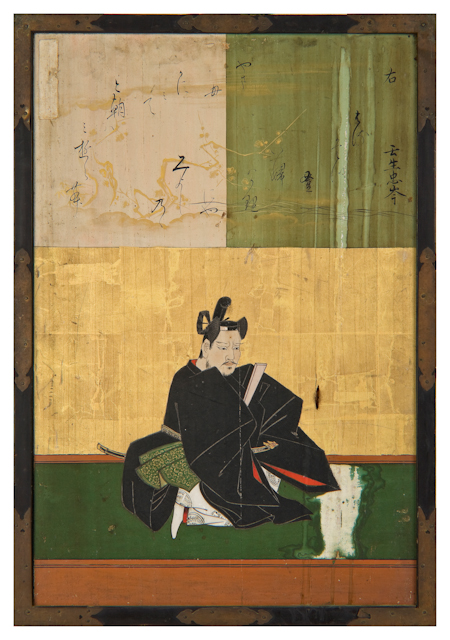
Mibu no Tadamine
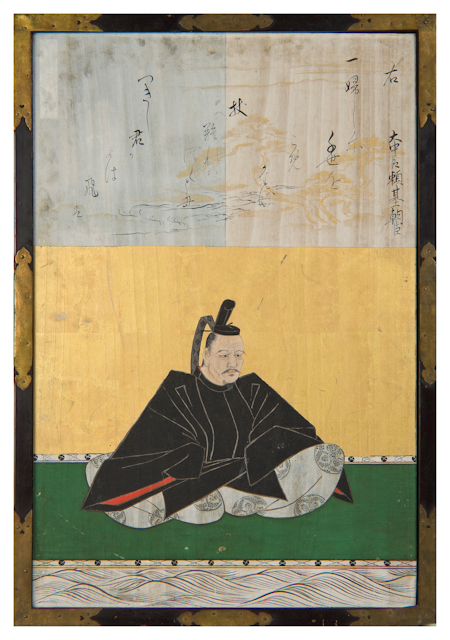
Ōnakatomi no Yoritomo Asomi
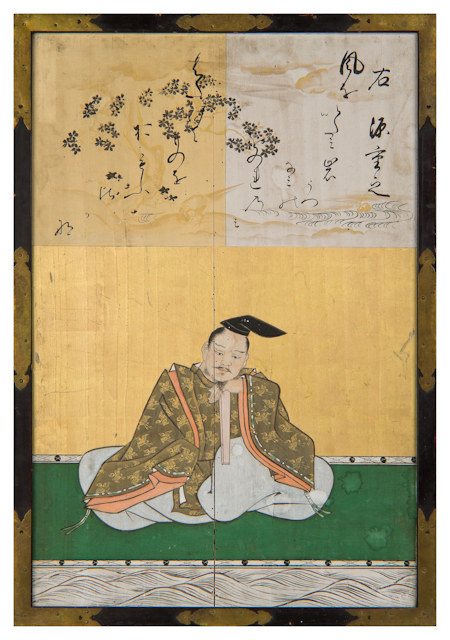
Minamoto no Shigeyuki
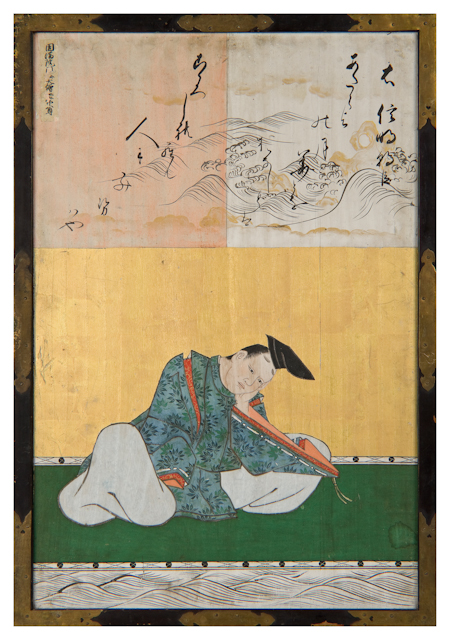
Saneakira Asomi
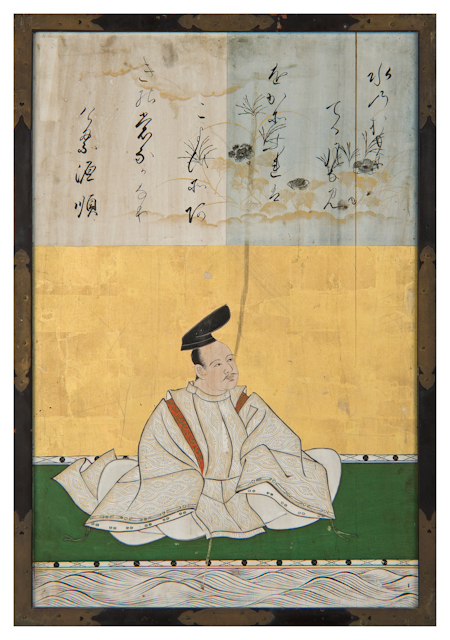
Minamoto no Shitagō
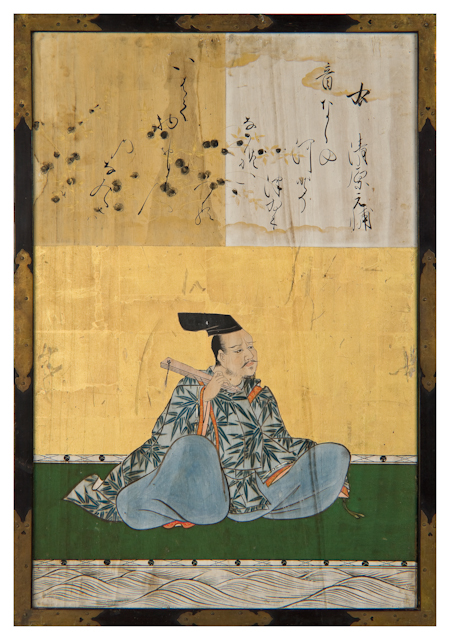
Kiyohara no Motosuke
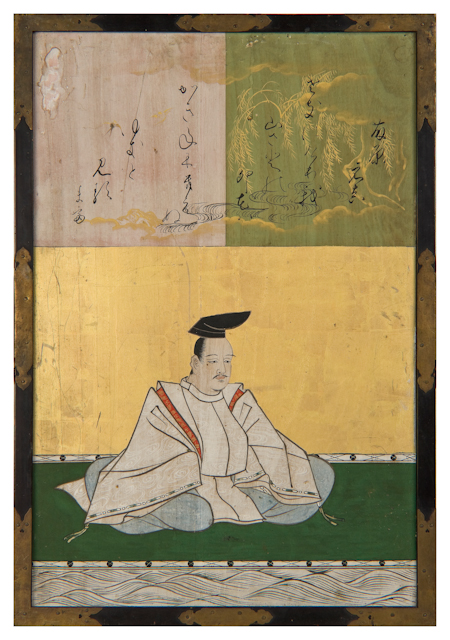
Fujiwara no Motozane
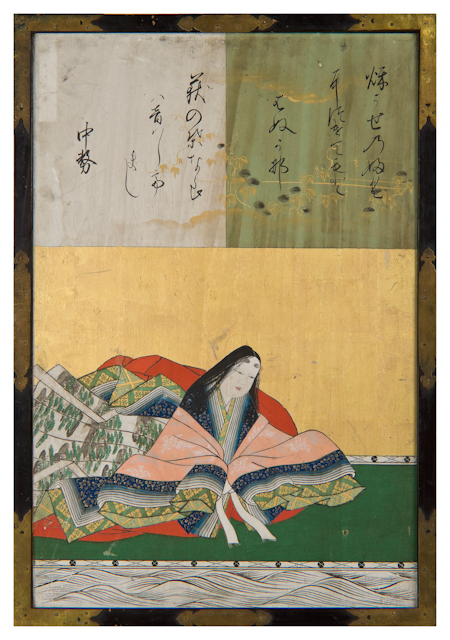
Nakatsukasa
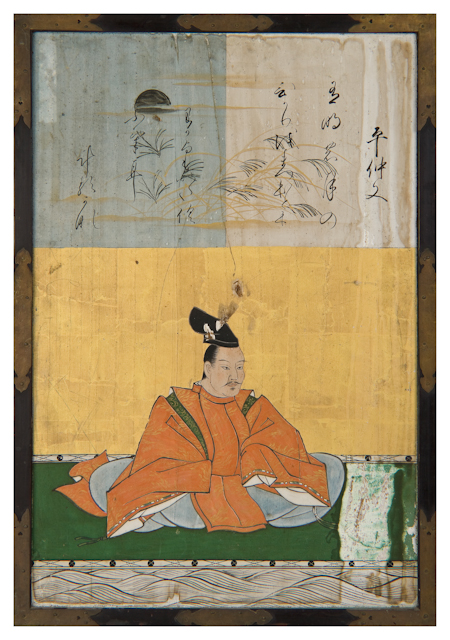
Fujiwara no Nakafumi
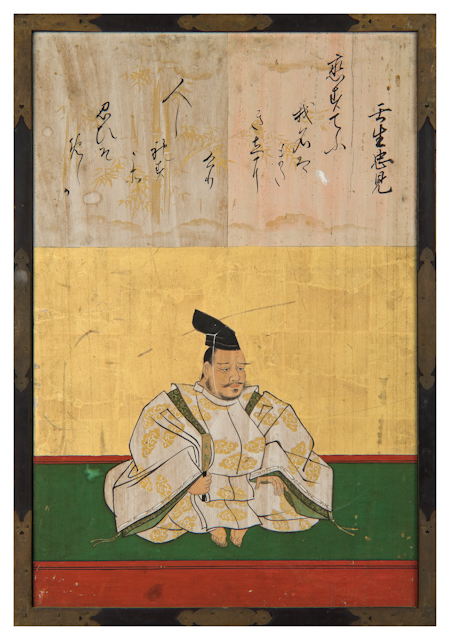
Mibu no Tadami